# Calluga costalis
Calluga costalis là một loài bướm đêm trong họ Geometridae.

## Hình ảnh

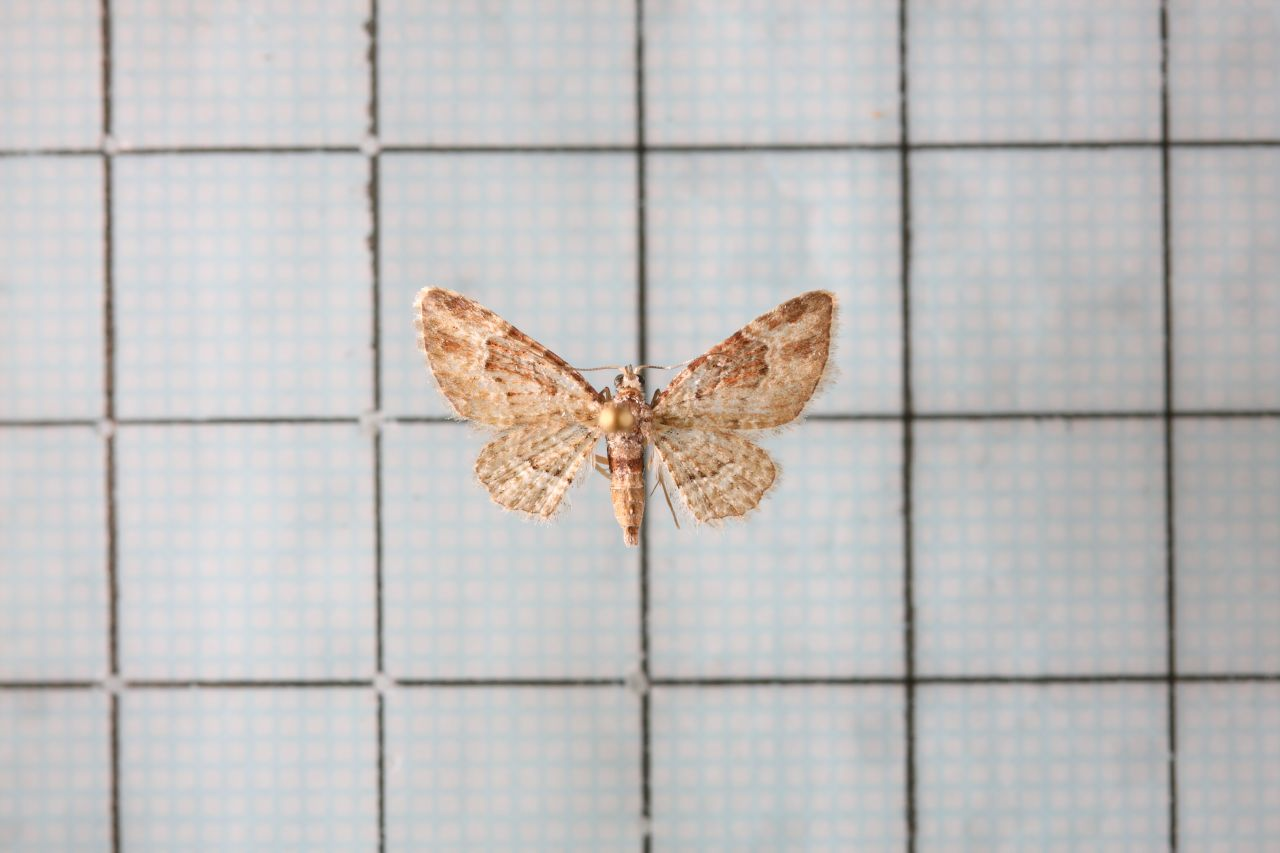